# Le Rime
Le Rime (As Rimas) são uma coleção de poemas de Dante Alighieri, escritos ao longo de sua vida e baseados em variadas experiências de vida e de estilo. Não foram pensados como uma coleção pelo próprio Dante, mas foram reunidos e ordenados posteriormente por críticos modernos.
Uma subseção do livro é um grupo de quatro poemas conhecidos como Rime Petrose, poemas de amor dedicados a uma mulher chamada Petra, compostos por volta de 1296. Estilisticamente, estes poemas são considerados uma transição entre a lírica amosora da Vita Nuova e o assunto mais sagrado da Divina Comédia.